# Полуаутоматско оружје
Полуаутоматско оружје (енгл. Semi-automatic firearm, self-loading firearm), брзометно ватрено оружје које користи енергију барутних гасова испаљеног метка за обављање свих потребних радњи ради опаљења наредног метка, изузев самог опаљивања, које је ручно.

## Дефиниција
Полуаутоматско оружје разликује се од правог аутоматског оружја, по томе што је код њега аутоматизован процес избацивања празне чауре, пуњења и запињања ударача, док је само опаљивање увек ручно - дакле, нема рафалне паљбе.

## Историја
Прва полуаутоматска пушка (Манлихер М1885) конструисана је 1885. године. Први полуаутоматски пиштољи (Шенбергер М1892) конструисани су у Аустрији 1892, а ушли су у масовну производњу у Немачкој 1893. године (Борхарт М1893).

## Механизам дејства
Полуааутоматско оружје углавном ради на један од два начинаː
- на принципу трзања затварача или
- на принципу кратког трзања цеви.[1]